# قضیه اختیار
قضیهٔ اختیار جان هورتون کانوی و سیمون B. Kochen می‌گوید که، اگر ما دارای اختیار هستیم، به این معنایش که انتخابات ما تابعی از گذشته نیست، پس، طبق مفروضات خاصی، باید برخی ذرات بنیادی نیز دارای اختیار باشند. مقالهٔ کانوی و Kochen در پایه‌های فیزیک (Foundations of Physics) در سال ۲۰۰۶ منتشر شد. آنها یک نسخهٔ قوی تر از قضیه را در سال ۲۰۰۹ منتشر کردند.